# Ávato
Ávato är en ort i Grekland.   Den ligger i prefekturen Nomós Xánthis och regionen Östra Makedonien och Thrakien, i den nordöstra delen av landet, 300 km norr om huvudstaden Aten. Ávato ligger 15 meter över havet och antalet invånare är 1 357.
Terrängen runt Ávato är platt. Runt Ávato är det ganska glesbefolkat, med 38 invånare per kvadratkilometer. Närmaste större samhälle är Chrysoúpolis, 9,6 km väster om Ávato. Trakten runt Ávato består till största delen av jordbruksmark.